# Hattulainen
Hattulainen är en sjö i kommunen Sulkava i landskapet Södra Savolax i Finland. Sjön ligger 84,2 meter över havet. Arean är 1,66 kvadratkilometer och strandlinjen är 8,7 kilometer lång. Sjön  ingår i Vuoksens huvudavrinningsområde.   Den ligger omkring 48 kilometer öster om S:t Michel och omkring 250 kilometer nordöst om Helsingfors. 